# النذل (رواية)
النذل هي إحدى روايات الروائية الأمريكية دانيال ستيل (بالإنجليزية Rogue) ووهي من الروايات.

## نبذة قصيرة
تدور أحداث الرواية عن طبيبة في منتصف العمر انفصلت عن زوجها الثري لانشغاله الدائم بالرحلات والسفر وعدم مشاركتها مسئولية ابنائهما الثلاثة. وتمضي في حياتها بعلاقات عابرة وترتبط مع زوجها السابق بعلاقة صداقة قوية للحفاظ على نفسية الأبناء إلى ان تتوطد علاقتها بطبيب وتقرر الزواج منه.